# Adrian Pertl
Adrian Pertl (22 aprile 1996) è uno sciatore alpino austriaco.

## Biografia
Originario di Ebene di Reichenau e attivo in gare FIS dal dicembre del 2011, Pertl ha esordito in Coppa Europa il 14 gennaio 2016 a Radstadt/Reiteralm in slalom gigante e in Coppa del Mondo il 23 gennaio 2018 a Schladming in slalom speciale, in entrambi i casi senza completare la prova. Il 31 gennaio 2020 ha colto a Jaun in slalom speciale il primo podio in Coppa Europa (3º) e il giorno successivo la prima vittoria, nelle medesime località e specialità; l'8 febbraio dello stesso anno ha conquistato a Chamonix in slalom speciale il primo podio in Coppa del Mondo (3º). Ai Mondiali di Cortina d'Ampezzo 2021, sua prima presenza iridata, ha conquistato la medaglia d'argento nello slalom speciale, si è classificato 5º nella gara a squadre e non si è qualificato per la finale nello slalom parallelo; ai Mondiali di Courchevel/Méribel 2023 si è classificato 12º nello slalom speciale e 4º nel parallelo.

## Palmarès

### Mondiali
- 1 medaglia:
  - 1 argento (slalom speciale a Cortina d'Ampezzo 2021)

### Mondiali juniores
- 1 medaglia:
  - 1 oro (slalom speciale a Åre 2017)

### Coppa del Mondo
- Miglior piazzamento in classifica generale: 30º nel 2021
- 1 podio:
  - 1 terzo posto

#### Coppa del Mondo - gare a squadre
- 2 podi:
  - 2 terzi posti

### Coppa Europa
- Miglior piazzamento in classifica generale: 25º nel 2020
- 2 podi:
  - 1 vittoria
  - 1 terzo posto

#### Coppa Europa - vittorie
| Data             | Località | Paese    | Specialità |
| ---------------- | -------- | -------- | ---------- |
| 1º febbraio 2020 | Jaun     | Svizzera | SL         |

Legenda:

SL = slalom speciale

### Campionati austriaci
- 3 medaglie:
  - 2 ori (combinata nel 2021; slalom gigante nel 2024)
  - 1 bronzo (slalom speciale nel 2019)